# Панов, Вадим Юрьевич
Вади́м Ю́рьевич Пано́в (родился 15 ноября 1972 года) — российский писатель-фантаст. Автор циклов книг «Тайный город» (городское фэнтези), «Анклавы» (киберпанк), «La Mystique De Moscou» (городское фэнтези) и «Герметикон» (стимпанк).

## Биография
Вадим Панов родился 15 ноября 1972 года в «классической семье военного образца». Часто менял место жительства и школы.
В 1983 году семья Пановых переехала в Москву, где Вадим, окончив школу, в 1989 году поступил в Московский авиационный институт (МАИ) на факультет радиоэлектроники летательных аппаратов (ФРЭЛА). Во время учёбы он принимал участие в деятельности студенческого театра «Зеркало», где в 1994 году по его пьесе был поставлен спектакль «Такие игры». В МАИ встретил свою будущую жену — Наталью. В 1995 году Панов окончил МАИ с дипломом радиоинженера.
Литературная деятельность Панова началась в 2001 году, когда был опубликован «фэнтезийно-городской» роман «Войны начинают неудачники», положивший начало циклу «Тайный город», писателю в то время было 29 лет.

По словам самого Панова: 
Мне понравилось писать книги, я рад, что мои истории интересны многим людям, а потому после «Тайного города» появились «Анклавы» и сборник La Mystique De Moscou, мистическая серия, которую я очень хочу продолжить.

## Семья и личная жизнь
Отец двух дочерей, Полины и Ирины. Помимо литературного творчества занимается бизнесом.

## Книги

### Другой Панов
Вадим Панов категорически отрицает, что является автором рассказа «По пути в Казань», опубликованного в 90-х годах в сборнике «Отчёт о реальности», где так же «засветились» немало авторов, ставших потом известными и издаваемыми, например Виктор Пелевин. «В конце восьмидесятых, если не ошибаюсь, в фантастике работал мой тезка (полный, не полный, не знаю, но два из трёх совпадают), видимо, „По пути в Казань“ — его работа», — заявил Панов на форуме своего официального сайта.

### Цикл «Тайный город»
1. «Войны начинают неудачники» (2001 год)
2. «Командор войны» (2001 год)
3. «Атака по правилам» (2002 год)
4. «Все оттенки чёрного» (2002 год)
5. «И в аду есть герои» (2002 год)
6. «Наложницы Ненависти» (2003 год)
7. «Куколка Последней Надежды» (2003 год)
8. «Тень Инквизитора» (2004 год)
9. «Кафедра странников» (2004 год)
10. «Правила крови» — сборник рассказов (2004 год)
11. «Королевский крест» (2005 год)
12. «Царь горы» (2005 год)
13. «День Дракона» (2006 год)
14. «Запах страха» (2008 год)
15. «Ребус Галла» (2009 год)
16. «Паутина противостояния» — сборник рассказов (2010 год)
17. «Головокружение» (2012 год)
18. «В круге времён» (2013 год)
19. «Мистерия мести» — сборник рассказов (2013 год)
20. «Дикие персы» (2014 год)
21. «Охота на Горностая» — сборник рассказов (2014 год)
22. «Зеленый гамбит» (2014 год)
23. «Дураки умирают первыми» — соавтор Виктор Точинов (2015 год)
24. «Охотники на вампиров» — соавтор Игорь Пронин (2015 год)
25. «Семейное дело» — соавтор Андрей Посняков (2015 год)
26. «Ночь Солнца» — соавтор Александр Зимний (август 2015 год)
27. «Перстень Парацельса» — соавтор Артур Василевский (январь 2016 год)
28. «Жажда» — соавтор Бондарев Олег Игоревич (май 2016 год)
29. «Исполняющий желания» — соавтор Вячеслав Шалыгин (июль 2016 год)
30. «Родная кровь» — соавтор Дарья Зарубина (октябрь 2016 год)
31. «Доказательство силы» — соавтор Виктор Точинов (февраль 2017 год)
32. «Поцелуй Уробороса» (август 2017 год)
33. «Баллада о Мертвой Королеве» — соавтор Людмила Макарова (октябрь 2017 год)
34. «Наследие великанов» (июнь 2018 год)[2]
35. «Красная угроза» (декабрь 2018 год)[3]
36. «Порченая кровь» — сборник рассказов (июнь 2019 год)
37. «Самый главный приз» (сентябрь 2019 год)[4]
38. «Тёмные церемонии» (ноябрь 2021 год)[5]
39. «Быстрые перемены» — сборник рассказов (апрель 2022 год)
40. «Ангел Мертвеца» (декабрь 2022 год)[6]

| 1. «Московский клуб» (2005 год) 2. «Поводыри на распутье» (2006 год) 3. «Костры на алтарях» (2008 год) 4. «Продавцы невозможного» (2009 год) 5. «Хаосовершенство» (2010 год) 6. «Непостижимая концепция (повесть)» (2013 год) | 1. «Последний адмирал Заграты» (2011 год) 2. «Красные камни Белого» (2011 год) 3. «Кардонийская рулетка» (2012 год) 4. «Кардонийская петля» (2013 год) 5. «Сокровища чистого разума» (2014 год) 6. «Прошлое должно умереть» (2020 год) 7. «Скопление неприятностей» (2020 год) 8. «Не видя звёзд» (2021 год) 9. «Трио неизвестности» (2022 год) | 1. «Зандр» (февраль 2016 год) - «Аттракцион безнадёга» (август 2015 год) - «Нянька Сатана» (2016) - «Седьмой круг Зандра» (2016) 2. «Людоед пойман (рассказ)» (ноябрь 2015 год) - «Праймашина» (2011 год) |

### Серия «La Mystique De Moscou»
1. «Таганский перекресток» (сборник рассказов) (2006 год)
  - «Правильное решение»
  - «Ведьма»
  - «Половинки»
  - «Круг любителей покушать»
  - «Горевестница»
  - «Дикая стая»
  - «Берег падающих звёзд»
  - «Бонсай»
  - «Таганский перекрёсток»
2. «Занимательная механика» (2007 год)
3. «Ручной привод» (2009 год)

| - «Ириска и Звезда Забвения» (сентябрь 2016 года); 2-е издание: «Непревзойдённые. Звезда Забвения» (ноябрь 2017 года) - «Непревзойдённые. Спящая Каракатица» (ноябрь 2017 года) - «Непревзойдённые. Демоны Второго Города» - «Непревзойдённые. Путешествие в Темные Земли» | - «Отражение» (декабрь 2017 года) - «Искажение» (сентябрь 2018 года) - «Эпизод первый. kamataYan» (март 2019) ISBN 978-5-04-101138-3 - «Эпизод второй. suMpa» (ноябрь 2019) - «Эпизод третий. maNika» (2020) |

| 1. «Столкновение» (февраль 2021 год) 2. «Противостояние» (Июнь 2022 год) |

### Рассказы и повести
- «Дипломатический вопрос» из сборника «Убить чужого» (2008)[24][25][26]
- «Четвёртый сын» из сборника «Спасти чужого» (2008)[27][28]
- «Лайк» из сборника «Либеральный апокалипсис» (2013)[29]
- «Ангел» из сборника «Семьи.net» (2014)[30][31]
- «Сверхновый Иерусалим» рассказ из сборника «Русский фронтир» (2018)[32][33]

## Награды
- Портал 2004 — Бомба года → Тайный Город (2003)
- Звёздный Мост 2005 — Лучший цикл, сериал и роман с продолжением. 2 место («Серебряный Кадуцей») → Королевский крест (2005)
- Басткон 2007 — Премия «Два сердца» → Таганский перекрёсток (2006)
- Звёздный Мост 2007 — Лучший цикл, сериал и роман с продолжением. 2 место («Серебряный Кадуцей») → День Дракона (2006)
- Серебряная стрела 2008 — «Реальное» будущее → Анклавы (2005) (специальный приз газеты «Солидарность»)
- Серебряная стрела 2008 — Лучший русскоязычный писатель-фантаст
- Мир фантастики Итоги 2008 — Лучшее продолжение отечественного цикла → Запах Страха (2008)
- РосКон 2009 — Приз «Фантаст года»
- РосКон 2010 — Приз «Фантаст года»
- Звёздный Мост 2010 — Лучший цикл, сериал и роман с продолжением. 3 место «Бронзовый Кадуцей» → Продавцы невозможного (2009)
- Звёздный Мост 2010 — Харьковский Дракон
- Серебряная стрела 2011 — Лучший фантастический мир → Последний адмирал Заграты (2011)
- Звёздный Мост 2011 — Философский камень
- Басткон 2012 — Премия «Чаша Бастиона». 3 место → Последний адмирал Заграты (2011)
- Басткон 2012 — Премия имени Афанасия Никитина (за яркие достижения в области авантюрно-приключенческой фантастики) → Последний адмирал Заграты (2011)
- Мир фантастики Итоги 2011 — Книги: Научная фантастика года → Последний адмирал Заграты (2011)
- Басткон 2014 — Премия «Меч Бастиона»
- Филигрань 2014 — Большая Филигрань → Кардонийская петля (2013)[34]
- «Премия Читателя» (2016)
- «Аэлита» (2018)

## Экранизации
В 2013 году телекомпания Рен-ТВ начала съёмку сериала по мотивам серии книг «Тайный город» Премьера сериала состоялась 4 мая 2014 года на телеканале Рен-ТВ. Всего было снято 3 сезона по 8 серий. Главные роли исполнили Павел Прилучный, Игорь Жижикин, Елена Ташаева, Марчин Руй.